# Fresh Prince
Pour Le Prince de Bel-Air, voir Le Prince de Bel-Air.
Singles de Soprano
Cosmo
(2014) Clown
(2015)
Fresh Prince est un single de Soprano featuring Uncle Phil extrait de l'album Cosmopolitanie (2014).

## Classements
| Classement (2014-15)                    | Meilleure position |
| --------------------------------------- | ------------------ |
| Belgique (Flandre Ultratip 100)         | 82                 |
| Belgique (Flandre Ultratop R&B/Hip-Hop) | 25                 |
| Belgique (Wallonie Ultratop 50 Singles) | 7                  |
| Belgique (Wallonie Ultratip 50)         | 4                  |
| Belgique (Wallonie Ultratop 50 Airplay) | 31                 |
| France (SNEP)                           | 9                  |
| France (SNEP Streaming)                 | 6                  |